# Kraina Chichów
Kraina Chichów (tytuł oryg. The Land of Laughs) – debiutancka powieść z gatunku urban fantasy amerykańskiego pisarza Jonathana Carrolla. Opublikowana w 1980 r. przez Viking Press; polskie wydanie, w tłumaczeniu Jolanty Kozak, ukazało się początkowo w miesięczniku Fantastyka (1987), a w formie książkowej w 1990 r. zostało wydane przez oficynę Książka i Wiedza.
Powieść długo nie mogła znaleźć akceptacji wydawców, ukazała się dopiero dzięki poparciu Stanisława Lema, którego syna, Tomasza, Carroll uczył w Wiedniu.
W książce pojawiają się elementy obecne później w całej twórczości Carrolla – wieczne pióra, psy, elementy z pogranicza snu i jawy.

## Fabuła
Tomasz Abbey, skromny nauczyciel, jest wielbicielem twórczości pisarza dla dzieci, Marshalla France’a. Pasję swą dzieli z lalkarką Saxony. Chcąc napisać biografię France’a zabiera ją do miasteczka Gallen, gdzie twórca spędził całe życie. Wkrótce poznają córkę pisarza, a także całą społeczność niewielkiego i bardzo dziwnego miasteczka. Dla przykładu wszyscy hodują tu bulteriery i mają zadziwiająco mało szacunku do śmierci. Poza tym są przesympatyczni i bardzo życzliwi dla młodych ludzi. Sielankowa atmosfera ma jednak swoją przyczynę. Tomasz dowiaduje się, że Marshall France wymyślił całą społeczność miasteczka, a kolejne wydarzenia potwierdzają siłę jego kreacji. Niestety, France zmarł, nie dokończywszy dzieła, a w bieg wydarzeń zaczynają się wkradać elementy nieprzewidywalności. I tu jest miejsce dla Tomasza – mieszkańcy miasteczka wierzą, że dobrze napisana biografia ożywi pisarza. Sielanka wkrótce jednak zmienia się w horror, gdy Tomasz przestanie być potrzebny.